# Umbalköpfl
Umbalköpfl är en bergstopp i Österrike.   Den ligger i distriktet  Lienz  och förbundslandet Tyrolen, i den centrala delen av landet. Toppen på Umbalköpfl är 3 426 meter över havet.
Den högsta punkten i närheten är Dreiherrenspitze, 3 499 meter över havet, 1,0 km väster om Umbalköpfl.
Trakten runt Umbalköpfl består i huvudsak av kala bergstoppar och isformationer.